# أنطونيو فلوريس خيخون
أنطونيو فلوريس خيخون (بالإسبانية: Antonio Flores Jijón) (و. 1833 – 1915 م) هو سياسي، ودبلوماسي من الإكوادور ولد في كيتو.